# Aconselhamento telefónico
Aconselhamento telefónico ou aconselhamento telefônico (também conhecido como terapia por telefone, tratamento psicológico por telefone ou realizado por telefone) refere-se ao uso do telefone para fornecer qualquer tipo de tratamento ou terapia psicológica (como terapia cognitivo-comportamental) para dificuldades de saúde mental (como depressão, ansiedade). A terapia por telefone pode ser tão eficaz quanto a terapia tradicional presencial. Juntamente com a terapia online, é um tipo de serviço de telepsicologia. Na terapia por telefone, existe comunicação verbal, mas não há comunicação não verbal, como acontece em videochamadas, por exemplo.

## Eficácia
O tratamento psicológico prestado por telefone pode ser tão eficaz para adultos com depressão ou ansiedade quanto a terapia presencial. Para adultos com depressão, a terapia telefónica pode ser ainda mais eficaz do que a terapia tradicional. Para adultos com ansiedade, o tratamento por telefone pode ser mais eficaz do que ter que ficar numa lista de espera antes de receber tratamento. Para que a terapia por telefone continue eficaz e aceite, é importante que os profissionais continuem-se a desenvolver profissionalmente. Isto mantém a confiança na capacidade individual e coletiva de prestar tratamento por telefone.

## Vantagens
Comparado com a terapia presencial, o tratamento psicológico realizado por telefone pode oferecer vantagens significativas para algumas pessoas. Ao eliminar a necessidade de o profissional e o seu cliente estarem no mesmo espaço, a terapia por telefone melhora a flexibilidade das sessões e torna o tratamento mais acessível para pessoas que não podem viajar devido a doenças, restrições financeiras ou de tempo. Ao disponibilizar o tratamento na privacidade da própria casa, ele também proporciona um grau de anonimato que é reconfortante para algumas pessoas. Isto pode reduzir as preocupações sobre o estigma que algumas pessoas podem sentir em relação à saúde mental e à procura de tratamento com um terapeuta tradicional presencial.

## Desvantagens
No tratamento psicológico, a relação terapêutica (também chamada de aliança terapêutica) entre o profissional e o seu paciente é vista como um mecanismo central de mudança e melhora dos sintomas. Alguns profissionais levantaram preocupações de que o uso do telefone pode prejudicar a qualidade desta relação. No entanto, não parece haver diferenças entre o tratamento psicológico por telefone e o tratamento presencial na qualidade do relacionamento formado e ambos são formas eficazes de administrar a terapia.